# Henry Taefu

a Compétitions nationales et continentales officielles uniquement.

b Matchs officiels uniquement.
Dernière mise à jour le 29 décembre 2022.
Henry Taefu, né le 2 avril 1993 à Apia (Samoa), est un joueur de rugby à XV international samoan évoluant au poste de centre. Il joue depuis 2021 avec la province de North Harbour en NPC, et avec la franchise des Moana Pasifika en Super Rugby depuis 2022.

## Biographie
Henry Taefu est né à Apia aux Samoa mais émigre en Nouvelle-Zélande avec sa famille à l'âge de neuf ans, avant de s'installer en Australie alors qu'il est âgé de douze ans.

## Carrière

### En club
Henry Taefu commence sa carrière en 2012, avec le club de Sunnybank en Queensland Premier Rugby (championnat amateur de l'État du Queensland).
Repéré par ses bonnes performances en club, il rejoint l'équipe professionnelle de Greater Sydney Rams en NRC lors de la saison 2014,. Lors de cette première saison, il inscrit trois essais en cinq titularisations. 
L'année suivante, il quitte Sydney pour retourner dans le Queensland avec Brisbane City, toujours en NRC. Il remporte le championnat dès sa première année avec sa nouvelle équipe.
En 2016, il fait partie du groupe élargi d'entrainement de la franchise des Queensland Reds, et participe aux rencontres de pré-saisons,. Convaincant lors de ses premières apparitions, il fait ses débuts en Super Rugby le 27 février 2016 face aux Waratahs. Lors de sa première saison au plus haut niveau, il joue quatre rencontres et inscrit onze points au pied (une pénalité et quatre transformations). L'année suivante, il obtient un contrat à temps plein avec les Reds mais ne dispute aucune rencontre, barré par Samu Kerevi et Duncan Paia'aua,.
Il décide en septembre 2017 de rejoindre la France, et le club de Colomiers en Pro D2 pour un contrat d'une saison plus une autre en option. Après une saison pleine (vingt matchs disputés), il décide de quitter le club pour rentrer en Australie,.
De retour en Australie, il rejoint la franchise de la Western Force qui évolue en Global Rapid Rugby et en NRC. En 2021, après avoir disputé le Super Rugby avec son équipe, il n'est pas conservé et quitte la franchise au mois de juillet.
Peu après son départ de la Western Force, il rejoint la province néo-zélandaise de North Harbour pour la saison 2021 de National Provincial Championship (NPC).
En 2022, il rejoint la nouvelle franchise des Moana Pasifika, qui vient de faire son entrée en Super Rugby.

### En équipe nationale
Henry Taefu joue avec l'Australie, son pays d'adoption, lors du championnat du monde junior 2013,. Il dispute deux rencontres avant de se blesser à l'épaule.
Il est sélectionné pour la première fois avec l'équipe des Samoa en mai 2017,. Il obtient sa première cape internationale le 1er juillet 2017 à l’occasion d’un match contre l'équipe des Tonga à Nukuʻalofa.
En 2019, il est retenu par le sélectionneur Steve Jackson dans le groupe samoan pour disputer la Coupe du monde au Japon. Il dispute quatre matchs lors de la compétition, contre la Russie, l'Écosse, le Japon et l'Irlande. Il se fait particulièrement remarquer lors du match contre le Japon, où malgré la défaite, il inscrit tous les points de son équipe (19 points).

## Palmarès

### En club
- Vainqueur du NRC en 2015 avec Bribane City.
- Vainqueur du Global Rapid Rugby en 2019 avec la Western Force

### En équipe nationale
- 9 sélections depuis 2017.
- 57 points (2 essais, 11 pénalités, 7 transformations).

- Participation à la Coupe du monde en 2019 (4 rencontres).